# Стефанобериксовые
Стефанобериксовые (лат. Stephanoberycidae) — семейство лучепёрых рыб из отряда бериксообразных. Распространены в тропических и субтропических водах всех океанов.
В спинном и анальном плавниках по 10—14 мягких лучей. В брюшном плавнике пять мягких лучей, колючек нет. Перед основными лучами хвостового плавника расположены по 8—11 колючих дополнительных лучей на дорсальной и вентральной лопастях. Чешуя шиповатая или циклоидная. Позвонков 30—33.
В состав семейства включают четыре монотипических рода:
- Abyssoberyx Merrett & Moore, 2005
  - Abyssoberyx levisquamosus Merrett & Moore, 2005[3]
- Acanthochaenus Gill, 1884 — Акантохенусы
  - Acanthochaenus luetkenii Gill, 1884 — Акантохенус
- Malacosarcus Günther, 1878 — Малакосаркусы
  - Malacosarcus macrostoma Günther, 1887 — Большеротый малакосаркус
- Stephanoberyx Gill, 1883 — Стефанобериксы
  - Stephanoberyx monae Gill, 1883 — Стефаноберикс